# Skurcz party
Skurcz party – skurcz porodowy. Powstaje na drodze odruchu wytwarzanego w okolicy krzyżowej kręgosłupa. Jest spowodowany uciskiem zakończeń nerwów czuciowych.

## Znaczenie
Stanowi siłę wydalającą płód. Umożliwia pokonanie oporu tkanek miękkich kanału rodnego przez płód.

## Kierowanie parciem kobiety rodzącej
Do rozpoczęcia parcia konieczne jest pełne rozwarcie ujścia zewnętrznego szyjki macicy. Zaleca się parcie na skurczu, najlepiej na jego szczycie. Należy poinstruować kobietę o sposobie oddychania i wypierania płodu. W przypadku krótkich i nieefektywnych skurczy można nieco przedłużać okres parcia uwzględniając stan matki i płodu. Zbyt wczesne parcie może spowodować przedłużenie II okresu porodu, zmęczenie rodzącej oraz niedotlenienie płodu spowodowane nadmiernym uciskiem i zaburzeniami w wymianie łożyskowej.